# Brzuska
Brzuska (IPA: [ˈbʐuska]) Lengyelország délkeleti részén, a Kárpátaljai vajdaságban, a Przemyśl járásban, Gmina Bircza község területén található település, közel a lengyel–ukrán határhoz.A település a járás központjától, Przemyśltől 21 kilométernyire nyugatra található és a vajdaság központjától, Rzeszówtól 46 kilométernyire található délkeleti irányban.

## Történelme
Brzuska a II. világháborút megelőzően népes település volt, közel 1500 fős lakossággal. Lakói elsősorban ruszin származásúak voltak, akik Ukrajnából jöttek ide. Rajtuk kívül mintegy 80 lengyel és 50 zsidó élt a településen. Mindannyian a mezőgazdaságból éltek.
A falu legnagyobb birtokosa egy Ringel vezetéknevű zsidó volt, akit az oroszok a háborút követően, vagy az alatt elhurcoltak innen.
A Szent Miklós görög-katolikus templom a hegy tetején állt, ám később elpusztult az évek alatt. Ezen kívül a település másik temploma a kőből épült „Úr megtestesülése” templom volt, melyet 1868-ban építettek és 1920-ban volt felújítva. E templom szintén megsemmisült.
1944 és 1947 között az ukránok kiűzésekor mintegy 250-en vesztették életüket. A feljegyzések alapján a gyilkosságok a volhíniai mészárlásra adott válaszként történtek.
A falu határában lévő ukrán temető a mai napig a hegy tetején található, ám a korábban odavezető utat felbontották, így mára csak gyalogosan elérhető e hely.

## Fordítás
Ez a szócikk részben vagy egészben  a   Brzuska című angol Wikipédia-szócikk ezen változatának fordításán alapul.  Az eredeti cikk szerkesztőit annak laptörténete sorolja fel. Ez a jelzés csupán a megfogalmazás eredetét és a szerzői jogokat jelzi, nem szolgál a cikkben szereplő információk forrásmegjelöléseként.